# Orobas

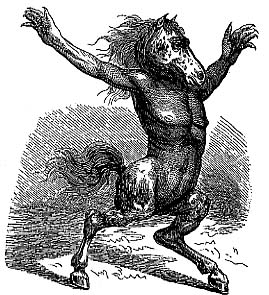
Imagen de Orobas.

En demonología, Orobas es un poderoso Gran Príncipe del Infierno, teniendo veinte legiones de demonios bajo su control. 
Nos da respuestas certeras sobre el pasado, presente y futuro, divinidad y la creación del mundo; también concede honores y el favor de los amigos y enemigos. Orobas es fiel al mago, no permite que ningún espíritu lo tiente, y nunca engaña a nadie. 
Se muestra como un caballo y se transforma en hombre a petición del mago.
Su nombre podría venir del latín 'orobias', un tipo de incienso.
De acuerdo a las correspondencias con los arcanos menores del tarot establecidas en el Occult Tarot de Travis McHenry, su arcano equivalente es el 3 de oros, por lo que su decano zodiacal abarca los días entre 1 y el 11 de enero, aproximadamente.

## Cultura Popular
- Orobas es el número 78 de Monster in My Pocket; ahí es descrito más como un "oráculo" que como un demonio.

- Orobas aparece en Dragon Quest V como un recolor de Gamigin y Samiginia.

- Orobas es uno de los personas en Persona 3, Persona 4 y Persona 5, juegos de Atlus.

- Orobas aparece en Divinity 2 ego draconis como caballero dragón, una divinidad que reino en los fiordos, era venerado por su gran poder y sabiduría.

- Orobas aparece en la aclamada película Errementari, del exitoso director Paul Urkijo.

- Orobas es uno de los demonios del grimorio Goetia utilizados como inspiración para los nombres de deidades en el juego Genshin Impact, al igual que Baal, Barbatos, Morax, Paimon, etc.